# Rio Deia (Moldoviţa)
O Rio Deia é um rio da Romênia, afluente do Moldoviţa, localizado no distrito de Suceava.